# Antonio Bello
Antonio Bello, meglio conosciuto come don Tonino (Alessano, 18 marzo 1935 – Molfetta, 20 aprile 1993), è stato un vescovo cattolico italiano.
La Congregazione delle cause dei santi ne ha avviato il processo di beatificazione. È stato dichiarato venerabile il 25 novembre 2021 da papa Francesco.

## Biografia
Figlio di una famiglia del Salento, trascorse l'infanzia in Alessano, in provincia di Lecce, un paese prevalentemente a economia agricola. Assistette alla morte dei fratellastri e del padre.

### Formazione e ministero sacerdotale
Dopo gli studi presso i seminari di Ugento e di Molfetta, don Tonino venne ordinato presbitero l'8 dicembre 1957 e incardinato nella diocesi di Ugento-Santa Maria di Leuca. Due anni dopo conseguì la licenza in Sacra Teologia presso la Facoltà teologica dell'Italia settentrionale a Venegono Inferiore e nel 1965 discusse presso la Pontificia Università Lateranense la tesi dottorale intitolata I congressi eucaristici e i loro significati teologici e pastorali.
Nel frattempo, gli era stata affidata la formazione dei giovani presso il seminario diocesano di Ugento, del quale fu per 22 anni vice-rettore. Dal 1969 fu anche assistente dell'Azione Cattolica e quindi vicario episcopale per la pastorale diocesana.
Nel 1978 il vescovo Michele Mincuzzi lo nominò amministratore della parrocchia del Sacro Cuore di Ugento, e l'anno successivo parroco della Chiesa Matrice di Tricase. Qui avrebbe mostrato una particolare attenzione nei confronti degli indigenti, sia con l'istituzione della Caritas sia con la promozione di un osservatorio delle povertà.

### Ministero episcopale
Il 10 agosto 1982 fu nominato vescovo delle diocesi di Molfetta, Giovinazzo e Terlizzi e, il 30 settembre dello stesso anno, vescovo della diocesi di Ruvo. Ricevette l'ordinazione episcopale il 30 ottobre 1982 dalle mani di monsignor Michele Mincuzzi, arcivescovo di Lecce e già vescovo di Ugento-Santa Maria di Leuca, co-consacranti il vescovo Aldo Garzia, che aveva lasciato pochi mesi prima la cattedra di Molfetta, Giovinazzo e Terlizzi, e l'arcivescovo Mario Miglietta, della diocesi di Ugento-Santa Maria di Leuca.
Sin dagli esordi, il ministero episcopale fu caratterizzato dalla rinuncia a quelli che considerava segni di potere (per questa ragione si faceva chiamare semplicemente don Tonino) e da una costante attenzione agli ultimi: promosse la costituzione di gruppi Caritas in tutte le parrocchie della diocesi, fondò una comunità per la cura delle tossicodipendenze, lasciò sempre aperti gli uffici dell'episcopio per chiunque volesse parlargli e spesso anche per i bisognosi che chiedevano di passarvi la notte. Sua la definizione di "Chiesa del grembiule" per indicare la necessità di farsi umili e contemporaneamente agire sulle cause dell'emarginazione.
Fu terziario francescano.
Nel 1985 venne indicato dalla presidenza della Conferenza Episcopale Italiana a succedere a monsignor Luigi Bettazzi, vescovo di Ivrea, nel ruolo di guida di Pax Christi, il movimento cattolico internazionale per la pace. In questa veste si ricordano diversi duri interventi: tra i più significativi quelli contro il potenziamento dei poli militari di Crotone e Gioia del Colle, e contro l'intervento bellico nella Guerra del Golfo, quando manifestò un'opposizione così radicale da attirarsi l'accusa di istigare alla diserzione.
A seguito dell'unificazione delle diocesi di Molfetta, Giovinazzo, Terlizzi e Ruvo, disposta dalla Congregazione per i Vescovi il 30 settembre 1986, viene nominato primo vescovo della nuova circoscrizione ecclesiastica pugliese.
Nel settembre 1990 fondò a Molfetta, coadiuvato dal movimento Pax Christi, la rivista mensile Mosaico di Pace.
Tra il 1990 e il 1992 ha scritto alcuni articoli sul quotidiano il manifesto.
Benché già operato di tumore allo stomaco, il 7 dicembre 1992 partì insieme a circa cinquecento volontari da Ancona verso la costa dalmata dalla quale iniziò una marcia a piedi che lo avrebbe condotto dentro la città di Sarajevo, da diversi mesi sotto assedio serbo a causa della guerra civile. L'arrivo nella città assediata l'11 dicembre, tenuta sotto tiro da cecchini serbi che potevano rappresentare un pericolo per i manifestanti, fu caratterizzato da maltempo e nebbia. Don Tonino parlò di "nebbia della Madonna" (celebrata in data 8 dicembre).

### Morte
Morì a Molfetta il 20 aprile 1993; le sue spoglie si trovano nel cimitero di Alessano, sua città natale. Nel 1994 gli fu conferito il Premio Nazionale Cultura della Pace alla memoria.

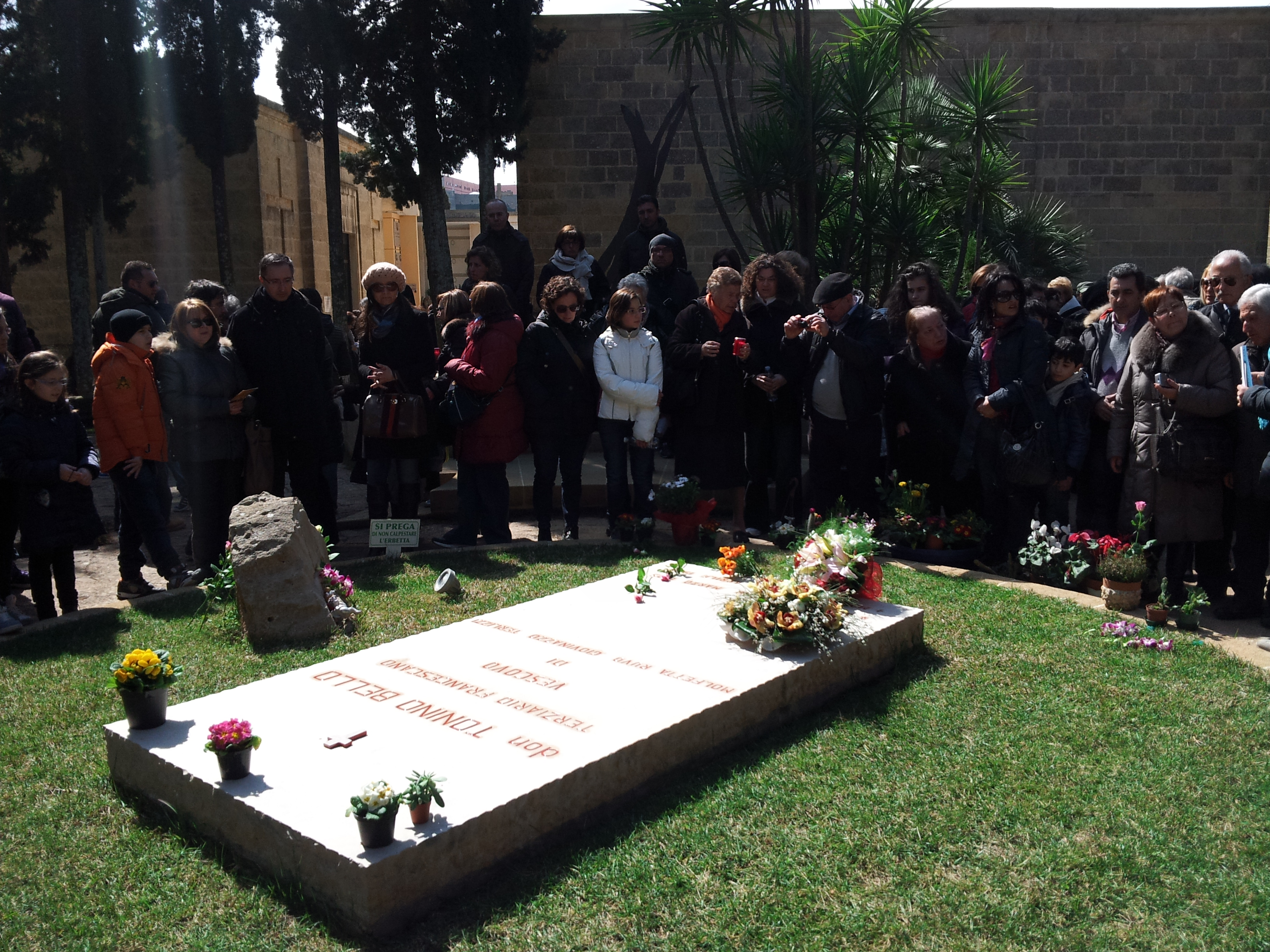
Tomba di don Tonino

## Il processo di beatificazione
Il 27 novembre 2007 la Congregazione delle cause dei santi ne ha avviato il processo di beatificazione. Il 30 aprile 2010 si è tenuta la prima seduta pubblica nella cattedrale di Molfetta alla presenza di autorità religiose e civili.
Il 25 aprile 2014 il presidente della CEI Angelo Bagnasco ha inaugurato ad Alessano la "Casa della Convivialità" a lui dedicata.
Il 18 marzo 2015 i frati minori cappuccini, nel convento di Giovinazzo, in provincia di Bari, hanno inaugurato, alla presenza di autorità civili e religiose e del fratello di don Tonino, Marcello, una statua raffigurante don Tonino.

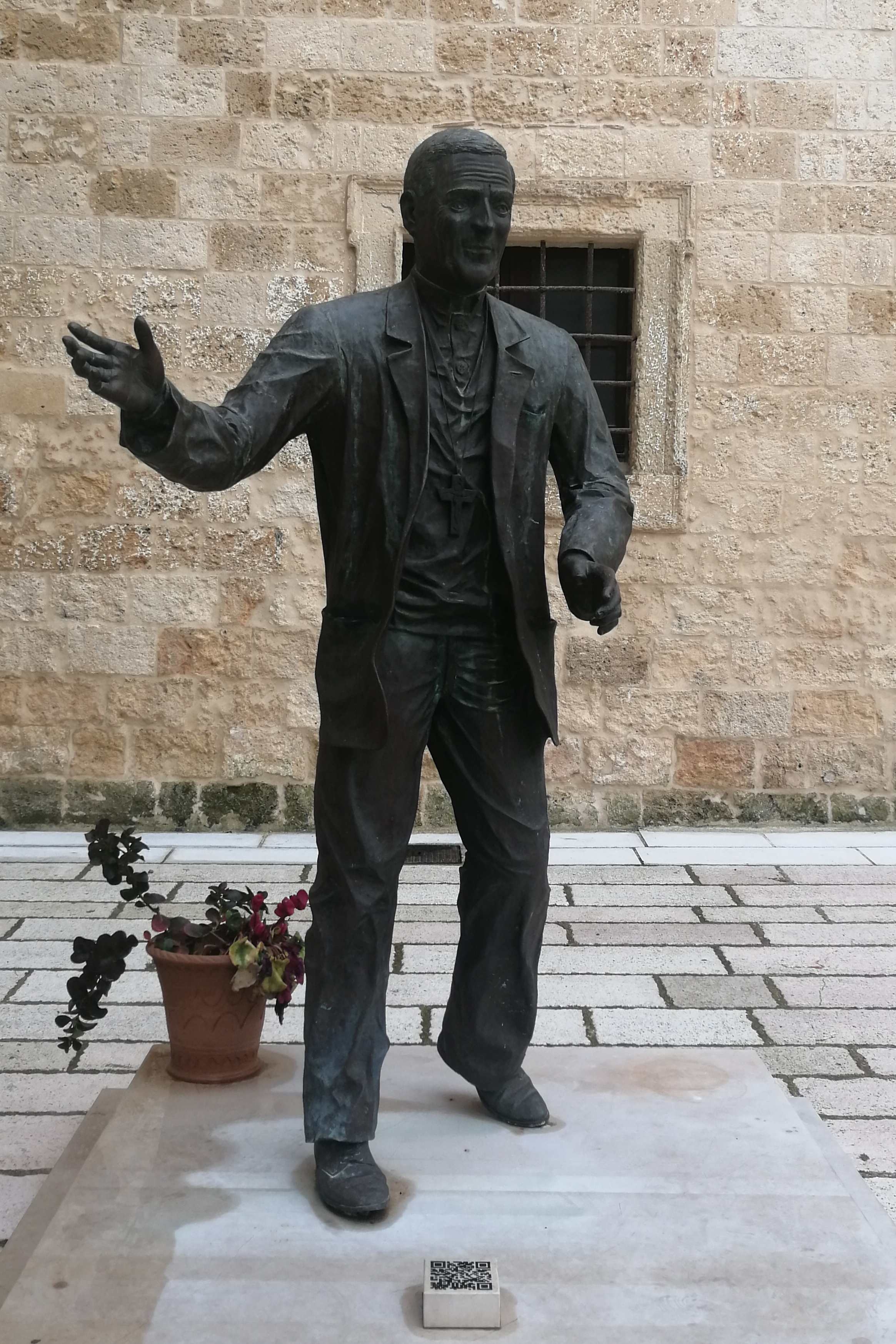
Statua di don Tonino a Tricase

Il 20 aprile 2018 nel giorno del suo 25º anniversario di morte, papa Francesco si è recato alla sua tomba per poi celebrare a Molfetta una messa.
Il 25 novembre 2021 papa Francesco ha autorizzato la promulgazione del decreto sulle virtù eroiche; è diventato così venerabile.
L'8 dicembre 2022, in occasione del 65º anniversario dell'ordinazione sacerdotale di Antonio Bello e dell'ormai prossimo 30º anniversario della morte, il vescovo di Molfetta-Ruvo-Giovinazzo-Terlizzi Domenico Cornacchia ha proclamato l'inizio dell'anno dedicato a don Tonino Bello.
Gli fu conferita la cittadinanza onoraria di Molfetta per il suo forte legame con la città.

## Genealogia episcopale
La genealogia episcopale è:
- Cardinale Scipione Rebiba
- Cardinale Giulio Antonio Santori
- Cardinale Girolamo Bernerio, O.P.
- Arcivescovo Galeazzo Sanvitale
- Cardinale Ludovico Ludovisi
- Cardinale Luigi Caetani
- Cardinale Ulderico Carpegna
- Cardinale Paluzzo Paluzzi Altieri degli Albertoni
- Papa Benedetto XIII
- Papa Benedetto XIV
- Cardinale Enrico Enriquez
- Arcivescovo Manuel Quintano Bonifaz
- Cardinale Buenaventura Córdoba Espinosa de la Cerda
- Cardinale Giuseppe Maria Doria Pamphilj
- Papa Pio VIII
- Papa Pio IX
- Cardinale Gustav Adolf von Hohenlohe-Schillingsfürst
- Arcivescovo Salvatore Magnasco
- Cardinale Gaetano Alimonda
- Cardinale Agostino Richelmy
- Vescovo Giuseppe Castelli
- Vescovo Raffaele De Giuli
- Arcivescovo Enrico Nicodemo
- Arcivescovo Michele Mincuzzi
- Vescovo Antonio Bello

## Opere
- Maria donna dei nostri giorni, Ed. San Paolo, 1996 ISBN 88-215-3259-3
- La bisaccia del pellegrino - Un prete che parla ai giovani, San Paolo Edizioni, 2022
- A Sara e alle altre donne, edizioni la meridiana
- Ad Abramo e alla sua discendenza, edizioni la meridiana
- Affliggere i consolati - Lo scandalo dell'Eucaristia, edizioni la meridiana
- Al pozzo di Sichar - Appunti sulle alterità, edizioni la meridiana
- Ci vuole audacia - Parole ai giovani, edizioni la meridiana
- Convivialità delle differenze - Omelie crismali, edizioni la meridiana
- Coraggio! Lettera agli ammalati, edizioni la meridiana
- Da mezzogiorno alle tre - Riflessioni sulla Via Crucis, edizioni la meridiana
- Dalla testa ai piedi - La quaresima tra cenere e acqua, edizioni la meridiana
- Dissipare l'ombra di Caino - Appunti sulla nonviolenza, edizioni la meridiana
- Fare luce, non scintille, edizioni la meridiana
- Fate presto, bambini, edizioni la meridiana
- Icona della Trinità - Lettera sulla famiglia, edizioni la meridiana
- In confidenza di padre - Confessioni di un vescovo, edizioni la meridiana
- Insieme alla sequela di Cristo sul passo degli ultimi, edizioni la meridiana
- Istantanee di pace, edizioni la meridiana
- L'uno per l'altro - alla ricerca del volto, edizioni la meridiana
- La bisaccia del cercatore - Scarti minimi per il futuro, edizioni la meridiana
- La carezza di Dio - Lettera a Giuseppe, edizioni la meridiana
- La coscienza e il potere - Conversazione con N. Magrone, G. Minervini e C. Zagaria, edizioni la meridiana
- Milagro - Piccolo prodigio di luce, edizioni la meridiana
- Mistica arte - Lettere sulla politica, edizioni la meridiana
- Nelle vene della storia - Lettera a Gesù, edizioni la meridiana
- Oltre il futuro - Perché sia Natale, edizioni la meridiana
- Parole d'amore - Preghiere, edizioni la meridiana
- Partire dal futuro - Promuovere l'Avvento, edizioni la meridiana
- Pietre di scarto, edizioni la meridiana
- Preghiera a Cristo, edizioni la meridiana
- Profeta... abbastanza - Lettere sulla guerra che ritorna, edizioni la meridiana
- Quella notte a Efeso - Lettera a Maria, edizioni la meridiana
- Senza misura, edizioni la meridiana
- Sotto la croce del Sud - Diario di un viaggio, edizioni la meridiana
- Sud a caro prezzo - Il cambiamento come sfida, edizioni la meridiana
- Sui sentieri di Isaia, edizioni la meridiana
- Ti voglio bene - I giorni della Pasqua, edizioni la meridiana
- Visioni di Pace, edizioni la meridiana